# Ed Sherod
Edmund G. "Ed" Sherod (nacido el 13 de septiembre de 1959 en Richmond, Virginia) es un exjugador y exentrenador de baloncesto estadounidense que disputó dos temporadas en la NBA, además de jugar en la CBA. Con 1,88 metros de estatura, jugaba en la posición de base.

## Trayectoria deportiva

### Universidad
Jugó durante cuatro temporadas con los Rams de la Universidad de Virginia Commonwealth, en las que promedió 11,7 puntos, 5,1 asistencias y 2,9 rebotes por partido. Posee el récord histórico de asistencias de su universidad, con 582, así como los de minutos jugados, 4.091, y los minutos por partido, 36,2. Fue elegido en sus dos últimas temporadas en le segundo mejor quinteto de la Sun Belt Conference, y en 1980 mejor jugador del torneo de la conferencia.

### Profesional
Fue elegido en la septuagésimo segunda posición del Draft de la NBA de 1981 por New Jersey Nets, pero fue despedido antes del comienzo de la competición, fichando entonces por los Lancaster Lightning de la CBA hasta que los Nets lo reclamaron para disputar los playoffs. Pero disputó únicamente dos partidos en los que no anotó ni un punto.
Al término de la temporada fue traspasado a los New York Knicks a cambio de una futura tercera ronda del draft, donde jugó un año como suplente de Paul Westphal, promediando 6,2 puntos y 4,9 asistencias por partido. Tras no ser renovado, probó suerte en los Milwaukee Bucks, pero no llegó a debutar con el equipo.

### Entrenador
Tras retirarse del baloncesto en activo, regresó a su alma mater, la Universidad de Virginia Commonwealth, donde fue entrenador asistente del equipo masculino en dos etapas, en 1984-85 y posteriormente entre 1986 y 1988. En 1989 se hizo cargo como entrenador principal del equipo femenino, donde estuvo dos temporadas en la que consiguió 26 victorias y 30 derrotas.

## Estadísticas de su carrera en la NBA

### Temporada regular
| Temporada | Edad | Equipo          | Liga | P  | TIT | MIN  | TC  | TCA | %TC  | 3P  | 3PA | %3P  | TL  | TLA | %TL  | R.OF. | R.DEF. | REB | ASIS | ROB | TAP | PER | FP  | PTS |
| 1982-83   | 23   | New York Knicks | NBA  | 64 | 37  | 25.4 | 2.7 | 6.6 | .406 | 0.0 | 0.2 | .077 | 0.8 | 1.3 | .650 | 0.7   | 1.7    | 2.3 | 4.9  | 1.5 | 0.2 | 1.6 | 1.8 | 6.2 |
| Total     |      |                 | NBA  | 64 | 37  | 25.4 | 2.7 | 6.6 | .406 | 0.0 | 0.2 | .077 | 0.8 | 1.3 | .650 | 0.7   | 1.7    | 2.3 | 4.9  | 1.5 | 0.2 | 1.6 | 1.8 | 6.2 |

### Playoffs
| Temp.   | Edad | Equipo          | Liga | P | MIN | TCA | TC | 3PA | 3P | TLA | TL | R.OF. | REB | ASIS | ROB | TAP | PER | FP | PTS | %TC  | %3P | %FT | MIN | PTS | REB | AST |
| 1981-82 | 22   | New Jersey Nets | NBA  | 2 | 8   | 0   | 1  | 0   | 0  | 0   | 0  | 1     | 1   | 1    | 1   | 0   | 0   | 1  | 0   | .000 |     |     | 4.0 | 0.0 | 0.5 | 0.5 |
| 1982-83 | 23   | New York Knicks | NBA  | 4 | 15  | 1   | 4  | 0   | 0  | 0   | 0  | 0     | 1   | 3    | 3   | 0   | 1   | 2  | 2   | .250 |     |     | 3.8 | 0.5 | 0.3 | 0.8 |
| Total   |      |                 | NBA  | 6 | 23  | 1   | 5  | 0   | 0  | 0   | 0  | 1     | 2   | 4    | 4   | 0   | 1   | 3  | 2   | .200 |     |     | 3.8 | 0.3 | 0.3 | 0.7 |